# Milstead
Milstead es una parroquia civil y un pueblo del distrito de Swale, en el condado de Kent (Inglaterra).

## Demografía
Según el censo de 2001, Milstead tenía 182 habitantes (49,45% varones, 50,55% mujeres). El 19,78% eran menores de 16 años, el 75,82% tenían entre 16 y 74 y el 4,4% eran mayores de 74. La media de edad era de 40,36 años. Del total de habitantes con 16 o más años, el 21,92% estaban solteros, el 61,64% casados y el 16,44% divorciados o viudos. 85 eran económicamente activos, de los que 78 (91,76%) estaban empleados y 7 (8,24%) desempleados. Había 73 hogares con residentes y 4 vacíos.